# Герхард Баркхорн
Герхард „Герд” Баркхорн (Кенигзберг, 20. мај 1919 — Келн, 6. јануар 1983) је био други немачки ловачки ас по успешности у Другом светском рату, одмах иза Ериха Хартмана. У ваздушним борбама на Источном фронту, извршио је 1.104 борбена лета постигавши 301 ваздушну победу, оборен је девет пута, једном се спасио искакањем и два пута је рањен.
Рођен је 20. маја 1919. године у Кенигзбергу у Источној Пруској.

## Каријера у Луфтвафе
У Луфтвафе је ступио 1937. године, а летачку обуку је започео 1938. год. 1. августа 1940. године поручник Баркхорн распоређен је у 6. ловачку ескадрилу 52. ловачке групе у којој је летео заједно са младим перспективним пилотом ловцем Ханс-Јоаким Марсељом. Свој први борбени лет извршио је изнад Белгије и Француске током Битке за Француску. Наставио је са борбеним летовима и током Битке за Британију. Иако је током ове битке извршио велики број борбених летова није му пошло за руком да обори ни један непријатељски авион али је зато сам био оборен два пута.
Своју прву ваздушну победу остварио је 2. јула 1941. године изнад Источног фронта, а своју 30-ту победу постигао је 5. јануара 1942. године. Убрзо затим унапређен је у команданта 4. ловачке ескадриле 52. ловачке групе.
23. августа 1942. године године одликован је Витешким крстом Гвозденог крста за постигнуте 64 ваздушне победе. Своју 100-ту ваздушну победу постигао је 19. децембра исте године.
11. јануара 1943. године добио је Храстово лишће уз Витешки крст за постигнутих 105 ваздушних победа.
23. јануара 1944. године извршио је свој 1000-ти борбени лет и ушао је у историју ратног ваздухопловства као први борбени пилот који је достигао ову бројку.
13. фебруара 1944. године постигао је своју 250-ту ваздушну победу, а 2. марта исте године добио је мачеве уз Витешки крст.
31. маја 1944. године. Баркхорн је извршавао свој шести борбени лет у ловачком авиону Месершмит Ме-109 Г-6 (Црна петица) када је оборен од стране совјетског ловца америчке производње П-39 Еракобра. Успео је да приземљи свој авион иза немачке линије фронта али је приликом обарања тешко рањен у десну руку и ногу због чега је провео четири месеца у болници. У своју јединицу вратио се у октобру месецу.
16. јануара 1945. године мајор Баркхорн постављен је за команданта 6. ловачке групе стациониране у Позену која је била задужена за одбрану Трећег рајха од напада савезничких бомбардера (Reichsverteidigung). Ова јединица била је наоружана ловачким авионима Фоке-Вулф Фв-190Д (иако је Баркхорн одлучио да задржи свој Месершмит Ме-109 Г-6). Јединица којом је командовао била је сачињена од младих и неискусних регрута због чега је трпела велике губитке. Баркхорн је водио јединицу све до 10. априла када је због исцрпљености услед изузетног физичког и менталног напрезања отишао на медицинско одсуство.
По повратку из болнице придружио се 44. ловачкој јединици која је била сачињена од најбољих немачких ловачких пилота асова који су летели на авионима Месершмит Ме-262. Командант ове јединице био је познати немачки ловачки ас и бивши генерални инспектор немачких ловачких снага генерал Адолф Галанд. Своју последњу ваздушну победу постигао је 5. јануара 1945. године чиме је укупан број његових ваздушних победа достигао цифру 301.
Током напада на америчке бомбардере 21. априла 1945. године отказао му је мотор. Прекинуо је напада и упутио се ка матичном аеродрому али је био принуђен да под ватром америчких Мустанга изврши принудно слетање. Поклопац кабине који је отворио како би лакше напустио авион након слетања, нагло се затворио ударивши га по врату. Лакше повређен, Баркхорн је пребачен у болницу где је дочекао крај рата. Заробљен је од стране Западних савезника али је из заробљеништва пуштен већ у септембру 1945. год.

## После рата
По завршетку рата Герхард Баркхорн оженио се својом девојком Кристл са којом је имао троје деце. Војну каријеру наставио је у новоформираном ратном ваздухопловству Западне Немачке. Пензионисан је 1976. године у чину генерал-пуковника. 6. јануара 1983. године погинуо је у саобраћајној несрећи заједно са својом супругом.